# Бухвалов, Иван Васильевич
Ива́н Васи́льевич Бухва́лов (1883, Юрюзань, Уфимская губерния — 1971) — русский революционер, участник Красной гвардии, начальник Кулебакской рабоче-крестьянской милиции.

## Биография
Родился в 1883 году в посёлке (ныне город) Юрюзани Уфимской губернии. В 1908 году стал членом Российской социал-демократической рабочей партии. А 1914 году переехал в село (ныне город) Кулебаки Нижегородской губернии и поступил на работу в сортопрокатный цех Кулебакского металлургического завода. После Октябрьской революции, 31 октября 1917 года руководил разоружением верной Временному правительству милиции. После этого стал начальником местной Красной гвардии — принимал активное участие в вооружённом подавлении антибольшевистских выступлений: в селе Дубовке Ардатовского уезда, в Ярославле, на станции Бутылицы Владимирской губернии, в Касимове Рязанской губернии. С 1919 года — начальник Кулебакской рабоче-крестьянской милиции. Одним из первых в Ардатовском уезде был награждён орденом Красного Знамени. Дальнейшая судьба неизвестна.

## Память
Именем Ивана Васильевича Бухвалова названа одна из улиц города Кулебаки.